# Sóror Maria do Céu
Sóror Maria do Céu (Lisboa, 11 de setembro de 1658 - Lisboa, 28 de maio de 1753) foi uma freira clarissa, escritora, poetisa, e dramaturga barroca portuguesa.
Antes de entrar no celibato, em 27 de junho de 1676, tinha o nome de Maria da Eça e, ao escrever nomeadamente as suas comédias, igualmente usa o pseudónimo Sor Marina Clemência.
Era filha de António de Eça de Castro e de Catarina de Távora, filha de Antão de Almada, 7.º conde de Avranches.

## História
Nasceu em Lisboa, na época a grande capital do Império Português, e entregou-se à clausura (tornou-se sóror) quando entrou no Convento da Esperança, em 1676, tendo ocupado os cargos de mestra de noviças e abadessa.
Muito culta e inteligente, Maria do Céu era das poucas mulheres que, na altura, tinham acesso a um vasto conhecimento, sendo portanto uma das raras mulheres intelectuais à época no país. Desde jovem escreveu diversos poemas e, aquando da sua estadia no convento, a sua "veia poética" cresceu e, mais tarde, foi dita como uma das melhores poetisas que Portugal já conheceu. A sua escrita destacou-se pela riqueza de imagens e musicalidade e aspirações teatrais.
Escreveu também alguns autos e comédias de carácter religioso, que foram adaptados, posteriormente, para teatro. Sob o pseudónimo de Maria Clemência, seguido da indicação «Religiosa de S. Francisco no Mosteiro da Ilha de S. Miguel», assinou várias obras, hoje consideradas obras-primas do Barroco no país, entre elas A Fénix Aparecida na Vida, Morte, Sepultura e Milagres da Gloriosa Santa Catarina, escrita em 1715, e Enganos do Bosque, Desenganos do Rio, concretizada no ano de 1736.
O seu nome é conhecido também no teatro, já que assinou três pequenas peças, duas delas, Auto de S. Alexo – Maior Fineza de Amor e Alegoria Poética a S. Alexo - Las Lagrimas de Roma e Auto de S. Alexo – Amor es Fé.
Em 1991, a pesquisador Ana Hatherly publicou A Preciosa de Sóror Maria do Céu, atualizando o códice da Biblioteca Nacional.

## Obra literária e correspondência

### Manuscritos
- Escarmentos de Flores, 1681 (Biblioteca Geral da Universidade de Coimbra)
- Agravo e Desagravo da Misericórdia (Biblioteca Pública Municipal do Porto)
- Cartas aos Duques de Medinaceli   (Biblioteca Nacional de Lisboa, Fundo antigo)[1]

### Publicações
- A Preciosa. Obras de misericórdia em primorosos e mysticos diálogos expostas: Elogios dos Santos em vários cantos poéticos e historicos expendidos por Marina Clemencia, Religiosa de S. Francisco no Convento da Ilha de S. Miguel; mandados à impressão, e offerecidos á May Santíssima do Carmo Maria Senhora Nossa, por Sylvano das Ondas, Segunda Parte, Lisboa Occidental, na Officina de Musica, 1733.
- Obras Várias e Admiráveis da M. R. Madre Maria do Ceo, Religiosa, e duas vezes Abbadessa do Religiosissimo Mosteiro da Esperança de Lisboa Occidental da Provincia de Portugal, Dadas ao prélo Pelo zelo, e diligência do P. Francisco da Costa, do habito de S. Pedro. Lisboa Occidental. Na Offic de Manoel Fernandes da Costa, [impressor do Santho Officio. Anno de 1735
- Obras Varias, y admirables de la Madre Maria do Ceo, religiosa francisca, y Abadesa del Convento de la Esperanza de Lisboa: Corregidas de los muchos defectos de la edicion Portuguezsa, é ilustrada com breves Notas por el. Doct. D. Fernando de Settien Calderon de la Barca; I dedicados a la Excelentíssima Señora Duquesa de Medina Coeli &c. Tomo I. En Madrid: Por Antonio Marin, 1744 (inclui “A Peregrina”)
- A Feniz Apparecida na Vida, Morte, Sepultura & Milagres da glorioza S. Catharina, Rainha de Alexandria, Virgem & Martyr, Com sua Novena e Peregrinação ao Sinay, Escrita por Marina Clemencia, Religiosa de Saõ Francisco no Convento da Ilha de S. Miguel, Lisboa, na Officina Deslandesiana, 1715
- A Preciosa, Allegoria moral, offerecida á Excellentissima Senhora D. Maria Anna das Estrellas, Religiosa no Mosteiro da Esperança de Lisboa, e publicada por D Jayme de la Te e Sagau, Cavalleiro da Ordem de São Tiago. Sua Authora a Madre Marina Clemencia, Religiosa de Saõ Francisco no Mosteiro da Ilha de Saõ Miguel, Lisboa [Occidental.], Officina da Musica, Anno de 1731.
- A Preciosa. Obras de Misericordia, Em Primorosos, e mysticos Dialogos expostas: Elogios de Santos, em Varios Cantos Poeticos, e Historicos Expendidos por Marina Clemencia, Religiosa de S. Francisco no Convento da Ilha de S. Miguel; Mandados à impressaõ, e offerecidos à Mãy Santisima do Carmo Maria Senhora Nossa, por Sylvano Das Ondas. Segunda Parte, Lisboa Occidental, Officina de Musica, 1733.
- Aves Illustradas Em Avisos Para as Religiosas servirem os officios dos seus Mosteiros. Sua verdadeira Autora A. M. R. M. Maria do Ceo, Religiosa, e duas vezes Abbadesa no religiosissimo Mosteiro da Esperança de Lisboa Occidental da Provincia de Portugal. Dado ao Prelo pela diligencia de Joseph Francisco de Baluceato, natural da antiga Escocaia, e Catholico Romano, Lisboa Occidental, Officina de Miguel Rodrigues, Impressor do Senhor Patriarcha, 1734.
- Aves Illustradas Em Avisos Para as Religiosas servirem os officios dos seus Mosteiros. Sua verdadeira Autora A. M. R. M. Maria do Ceo, Religiosa, e duas vezes Abbadesa no religiosissimo Mosteiro da Esperança de Lisboa Occidental da Provincia de Portugal. Dado ao Prelo pela diligencia de Joseph Francisco de Baluceato, natural da antiga Escocia, e Catholico Romano, Lisboa Occidental, Officina de Miguel Rodrigues, 1736.
- Aves Ilustradas Em Avisos para as Religiosas servirem os officios dos seus Mosteiros. Sua verdadeira Autora A. M. R. M. Maria do Ceo, Religiosa, e duas vezes Abbadessa no religiosissimo Mosteiro da Esperança de Lisboa Occidental da Provincia de Portugal. Dado ao Prelo pela diligencia de Joseph Francisco de Baluceato, natural da antiga Escocia, e Catholico Romano, Lisboa Occidental, Officina de Miguel Rodrigues, Impressor do Senhor Patriarca, 1738
- Enganos do Bosque, Dezenganos do Rio. Em que a Alma entra perdida, e sahe dezenganada. Com outras muitas obras varias, e admiraveis, todas por sua verdadeira Autora A M. R. Madre Soror Maria do Ceo, Religiosa, e duas vezes Abbadessa do Religiosissimo Mosteiro da Esperança de Lisboa Occidental da Provincia de Portugal. Dadas à estampa pelo zelo, e diligencia do P. Francisco da Costa, do habito de S. Pedro, Lisboa Occidental, Officina de Manoel Fernandes da Costa, 1736.
- Enganos do Bosque, Dezenganos do Rio, Primeira e Segunda parte, Lisboa Ocidental, António Isidoro da Fonseca, 1741.
- Triunfo do Rosário, Lisboa, Manuel Rodrigues, 1733
- Triunfo do Rosário, repartido em Cinco Autos do mesmo muito devotos, e divertidos, pelas singulares idéas, com que os compoz A Muito Reverenda Madre Maria do Ceo, Religiosa, e duas vezes Abadessa do Religiosissimo Mosteiro da Esperança de Lisboa da Provincia de Portugal, Dado a Estampa pelo costumado zelo, com que jà mandou imprimir os outros tomos o P. Francisco Da Costa, Impressor do Santo Officio, 1740.
- La Preciosa. Alegoria Moral, Atribuida Al P. D. Teodoro de Almeyda, Del Oratorio Y Congregacion De San Felipe Neri. Que Del Idioma Portugues Traduxo Al Castellano, Para Comun Utilidad, Y Recreo Espiritual Del Pueblo Christiano Don Narciso Varela de Castro. Publicala Don Antonio Ulloa Y A Su Costa, Madrid, Imprenta, Y Libreria Del Dicho D. Antonio Ulloa, 1791.
- La Preciosa. Alegoria Moral, Traducida al castellano por Narciso Varela de Castro. Publicala Antonio Ulloa, Madrid, Imprenta, Y Lib. Del Dicho D. Antonio Ulloa, 1792.
- Metáforas das Flores, Producção da muito virtuosa e muito reverenda madre Maria do Céo, que foi duas vezes abbadessa no Religiossimo Mosteiro da Esperança de Lisboa. Dadas à Estampa Em 1734 Pelo zelo e intelligencia do reverendo Padre Francisco da Costa, do habito de S. Pedro, Lisboa, Typographia Central, 1873.

- Obras Várias e Admiráveis, Lisboa Ocidental, Manuel Fernandes da Costa, 1736.[1]

- En la cura va la flexa (comedia)
- Perguntarlo a las Estrellas (comedia)
- Clavel y Rosa (comedia)
- La flor de las Finezas (comedia)
- Las lágrimas de Roma (comedia)
- Las Rosas con las Espigas (comedia)
- Amor es fe (comedia)
- Mayor Fineza de Amor (comedia)
- Perla y Rosa (comedia)
- Tres redenciones del hombre (comedia)
- En la mas escura noche (comedia) in: Desposorios de S. Joseph[1]

### Obras desaparecidas
- A vida de Santa Petronila
- Vida da Madre Elena da Cruz[1]